# El largo viaje (1963)
El largo viaje (Le grand voyage en francés) es una novela de Jorge Semprún que constituye el inicio de su carrera literaria en lengua francesa y española, así como el reconocimiento de su obra a nivel internacional. Prueba de ello son los premios recibidos por esta obra: Premio Formentor y Prix littéraire de la Résistance. Publicada en 1963, narra la deportación en la que él junto con otros 119 detenidos fueron llevados en un vagón de mercancías al campo de concentración de Buchenwald. Gracias a flash-backs y saltos al futuro, el autor ofrece información sobre su vida durante la Guerra Civil Española y sus actividades en la Resistencia francesa.

## Argumento
Como una constante en su obra literaria, Jorge Semprún, nos ofrece en El largo viaje una mirada sobre distintos estratos temporales que confluyen en el relato a modo de stream-of-consciousness de un narrador en primera persona del singular. El marco en el que tienen lugar estos saltos temporales es la deportación desde un campo de Internamiento de prisioneros en Francia hacia el campo de concentración en Buchenwald en Alemania en un vagón de mercancías, que duraría en torno a los cinco días. Al respecto encontramos en el inicio de la novela la siguiente alusión al tiempo transcurrido:
Este hacinamiento de cuerpos en el vagón, este punzante dolor en la rodilla derecha. Días, noches. Hago un esfuerzo e intento contar los días, contar las noches. Tal vez esto me ayude a ver claro. Cuatro días, cinco noches. Pero habré contado mal, o es que hay días que se han convertido en noches. Me sobran noches; noches de saldo. Una mañana, claro está, fue una mañana cuando comenzó este viaje. Aquel día entero. Después, una noche. Levanto el dedo pulgar en la penumbra del vagón. Mi pulgar por aquella noche. Otra jornada después. Aún seguíamos en Francia y el tren apenas se movió. En ocasiones, oíamos las voces de los ferroviarios, por encima del ruido de botas de los centinelas. Olvídate de aquel día, fue una desesperación. Otra noche. Yergo en la penumbra un segundo dedo. Tercer día. Otra noche. Tres dedos de mi mano izquierda. Y el día en que estamos. Cuatro días, pues, y tres noches. Avanzamos hacia la cuarta noche, el quinto día. Hacia la quinta noche, el sexto día. Pero ¿avanzamos nosotros? Estamos inmóviles, hacinados unos encima de otros, la noche es quien avanza, la cuarta noche, hacia nuestros inmóviles cadáveres futuros.
http://www.tusquetseditores.com/titulos/andanzas-el-largo-viaje
Durante la narración del episodio de los niños judíos que llegan a Buchenwald, el narrador adopta una técnica narrativa diferente gracias a elementos procedentes del cine (por ejemplo el uso de la focalización externa).
En esta obra se hace patente la problemática relación entre realidad y ficción propia de la obra sempruniana.